# УЕФА суперкуп 2015.
УЕФА суперкуп 2015. је била фудбалска утакмица између шпанских тимова Барселоне и Севиље, одиграна 11. августа 2015. године у Динамо арени Борис Паичадзе у Тбилисију, Грузија. Био је то 40. УЕФА Суперкуп, годишњи турнир на којем су учествовали победници УЕФА Лиге шампиона и победник Купа УЕФА. Барселона је девети пут наступила у Суперкупу, а претходно је по четири пута победила и изгубила такмичење. Севиља се по четврти пут појавила у такмичењу, једном је победила и два пута изгубила. Две стране су се раније састајале у такмичењу 2006. године, када је Севиља победила са 3-0.
Тимови су се квалификовали за такмичење победом у два сезонска европска такмичења. Барселона је освојила УЕФА Лигу шампиона 2014–15, победивши у финалу италијански Јувентус са 3–1. Севиља се квалификовала као победник УЕФА Лиге Европе 2014–15. У финалу су победили украјински тим Дњепар са 3–2.
Барселона је победила са 5–4 после продужетака и освојила своју пету титулу у Суперкупу, изједначивши рекорд Милана. Њихово девето учешће у Суперкупу такође је било рекордно, два испред Милана. Четврта победа Данија Алвеса у Суперкупу и пети наступ поклопили су се са рекордима Паола Малдинија, док је Луис Енрике постао четврти човек који је освојио Суперкуп УЕФА као тренер и играч после Пепа Гвардиоле, Карла Анчелотија и Дијега Симеонеа. Девет постигнутих голова је такође било највише у било којој утакмици Суперкупа, а посећеност од 51.940 је била рекордна за једнократно, неутрално место УЕФА Суперкупа.

## Стадион
Стадион Михаил Мешхи је првобитно био најављен као место одржавања Суперкупа на састанку Извршног комитета УЕФА 5. марта 2014,  али је место одржавања промењено у Динамо арену Борис Пајчадзе. Ово је био први УЕФА Суперкуп домаћин у Грузији. Динамо Арена Борис Паичадзе је изграђена 1976. године и реновирана 2011. То је домаћи стадион фудбалске репрезентације Грузије и ФК Динамо Тбилиси.

## Екипе
| Екипа     | Квалификације                        | Претходно учешће (подебљано означава победнике) |
| --------- | ------------------------------------ | ----------------------------------------------- |
| Барселона | УЕФА Лига шампиона 2014/15. победник | 1979, 1982, 1989, 1992, 1997, 2006, 2009, 2011  |
| Севиља    | УЕФА Лига Европе 2014/15. победник   | 2006, 2007, 2014                                |

## Утакмица

### Резиме утакмице
Севиља је повела у трећем минуту извођењем слободног ударца Евера Банегае, који је био досуђен због фаула Хавијера Маскерана над Хосеом Антониом Рејесом. Барселона је на сличан начин дошла до изједначења четири минута касније, када је Лионел Меси погодио из слободног ударца након фаула Гжегожа Криховјака над Луисом Суарезом, а затим повела још једним Месијевим слободним ударцем у 16. минуту, пошто је Банега фаулирао бившег везисту Севиље Ивана Ракитића. Суарез је убрзо након тога имао погодак који је поништен због офсајда, али је Рафиња у 44 минуту повећао вођство Барселоне на 3–1, уклизавши из непосредне близине након што је Бето одбранио Суарезов ударац.
Суарез је постигао гол почетком другог полувремена, асистирао му је додавањем Серхио Бускетс након што је везиста пресекао додавање на полувремену Севиље. Рејес је пет минута касније постигао погодак за Севиљу, након центаршута Витола. У 72. минуту, Витоло је оборен у шеснаестерцу Барселоне од стране Жеремија Матјеа, а Кевин Гамеиро је успешно извео једанаестерац и смањио вођство Барселоне на 4–3. За 10 минута игре, две замене Севиље су се укомбиновале за изједначујући гол, пошто је Чиро Имобиле набацио лопту Јевхену Конопљанки који је постигао погодак. Меси је умало имао хет-трик из слободног ударца у 89. минуту, али је његов покушај погодио пречку.
Барселона је увела Педра уместо Маскерана на почетку додатних пола сата. На пет минута пре краја игре у другом полувремену продужетака, Педро је прихватио одбијену лопту из још једног слободног ударца Месија и довео Барселону у предност, баш као што је био против Шахтјора из Доњецка 2009. године. Адил Рами је имао покушај са ивице гола у надокнади времена на крају продужетка, али је промашио и Барселона је рекордно пети пут освојила Суперкуп. Са девет голова подељених између два тима, ово је био Суперкуп са најлепшим голом.

### Детаљи
| Барселона                                           | 5–4 (п. с. н.) | Севиља                                                      |
| --------------------------------------------------- | -------------- | ----------------------------------------------------------- |
| Меси 7’, 16’ · Рафиња 44’ · Суарез 52’ · Педро 115’ | Извештај       | Банега 3’ · Рејес 57’ · Гамеиро 72’ (пен.) · Конопљанка 81’ |

| Барселона | Севиља |

| GK               | 1  | Марк Андре тер Штеген |      |     |
| RB               | 6  | Дани Алвес            | 120’ |     |
| CB               | 3  | Жерард Пике           |      |     |
| CB               | 14 | Хавијер Маскерано     |      | 93’ |
| LB               | 24 | Жереми Матје          | 71’  |     |
| DM               | 5  | Серхио Бускетс        | 117’ |     |
| CM               | 4  | Иван Ракитић          |      |     |
| CM               | 8  | Андрес Инијеста (c)   |      | 63’ |
| RF               | 10 | Лионел Меси           |      |     |
| CF               | 9  | Луис Суарез           |      |     |
| LF               | 12 | Рафиња                |      | 78’ |
| Резервни играчи: |    |                       |      |     |
| GK               | 13 | Клаудио Браво         |      |     |
| DF               | 15 | Марк Бартра           |      | 78’ |
| DF               | 21 | Адријано Кореја       |      |     |
| MF               | 20 | Серхи Роберто         |      | 63’ |
| FW               | 7  | Педро Родригез        | 94’  | 93’ |
| FW               | 29 | Сандро Рамирез        |      |     |
| FW               | 31 | Мунир Ел Хадади       |      |     |
| Менаџер:         |    |                       |      |     |
| Луис Енрике      |    |                       |      |     |

| GK               | 13 | Антонио Бастос Пимпарел |       |     |
| RB               | 23 | Хорхе Андухар           | 87’   |     |
| CB               | 3  | Адил Рами               |       |     |
| CB               | 4  | Гжегож Криховјак        | 14’   |     |
| LB               | 2  | Бенуа Тремулинас        |       |     |
| CM               | 7  | Микаел Крон Дели        | 120’  |     |
| CM               | 19 | Евер Бенега             | 90+2’ |     |
| RW               | 10 | Хосе Антонио Рејес (c)  |       | 68’ |
| AM               | 8  | Висенте Ибора           |       | 80’ |
| LW               | 20 | Виктор Мачин Перес      |       |     |
| CF               | 9  | Кевин Гамеиро           |       | 80’ |
| Резервни играчи: |    |                         |       |     |
| GK               | 1  | Серхио Рико             |       |     |
| DF               | 25 | Мариано Фереира Фиљо    |       | 80’ |
| MF               | 12 | Гаел Какута             |       |     |
| MF               | 16 | Луисми                  |       |     |
| MF               | 17 | Денис Суарез            |       |     |
| MF               | 22 | Јевген Конопљанка       |       | 68’ |
| FW               | 11 | Чиро Имобиле            | 92’   | 80’ |
| Менаџер:         |    |                         |       |     |
| Унаи Емери       |    |                         |       |     |

| Играч утакмице: Лионел Меси (Барселона) Помоћне судије: Дамијен Мекграт (Република Ирска) Францис Конор (Шкотска) Четврти судија: Грем Чемберс (Шкотска) Додатне помоћне судије: Боби Мејден (Шкотска) Кевин Кленси (Шкотска) | Правила утакмице - Игра се 90 минута - У случају нерешеног играју се продужици 30 минута до златног гола ако је потребно - Приступа се извођењу једанаестераца ако је резултати и даље изједначен - Седам именованих замена, од којих се могу користити до три |